# Péter Cseperkáló
Péter Cseperkáló (9 luglio 1978) è un ex giocatore di football americano ungherese che ha giocato nel ruolo di runningback.